# Jörg Vogel
Jörg Vogel (* 1. April 1967 in Cottbus) ist ein deutscher Wissenschaftler auf dem Gebiet der RNA-Biologie und Mikrobiologie. Er ist Professor und Direktor des Instituts für Molekulare Infektionsbiologie (IMIB) an der medizinischen Fakultät der Julius-Maximilians-Universität Würzburg. Seit 2017 leitet er zudem das Helmholtz-Institut für RNA-basierte Infektionsforschung (HIRI), die weltweit erste Forschungseinrichtung, die RNA- und Infektionsforschung kombiniert.
Vogel studierte Biochemie an der Humboldt-Universität zu Berlin und dem Imperial College London. Nach seiner Promotion (1996–1999) führte er im Zuge seiner Postdoc-Zeit Forschungsarbeiten an der Universität Uppsala durch und war EMBO-Fellow an der Hebräischen Universität Jerusalem. Von 2004 bis 2010 leitete er eine Forschungsgruppe am Max-Planck-Institut für Infektionsbiologie in Berlin  (MPIIB). Seit 2009 ist er W3-Professor am IMIB und als Nachfolger von Jörg Hacker Leiter des Instituts.
Vogels Forschungsaktivitäten umfassen kleine, regulatorische RNA-Moleküle, RNA-Sequenzierung, RNA-Lokalisation sowie microRNA- und lange, nichtcodierende RNA-Moleküle in infizierten Wirtszellen. Neben anderen Leistungen war er Pionier in der Anwendung der Hochdurchsatz-RNA-Sequenzierung für die Analyse bakterieller Transkriptome, der Untersuchung der Reifung von CRISPR-RNA wie auch von Interaktionen zwischen pathogenen Bakterien und ihren Wirten. Jörg Vogel hat an mehr als 200 wissenschaftlichen Publikationen, von denen viele in hochrangigen Journalen wie Nature, Cell und Science veröffentlicht wurden, maßgeblich mitgewirkt.
2010 erhielt er den Forschungspreis der VAAM und 2011 den Senior Scientist Award der DGHM. Im selben Jahr wurde er für seine außerordentliche Forschung mit einer EMBO-Mitgliedschaft geehrt. 2013 wurde Vogel zum Mitglied der American Academy of Microbiology und der Deutschen Akademie der Naturforscher Leopoldina gewählt. Seit 2015 wird Jörg Vogel kontinuierlich von Clarivate als häufig zitierter Forscher im Bereich Mikrobiologie gelistet. Seit 2016 ist er Gastprofessor am Imperial College London in der Abteilung für Infektionskrankheiten. Vogel ist zudem einer der Träger des Leibniz-Preises 2017, dem wichtigsten Forschungsförderpreis in Deutschland. Seit dem 1. Januar 2021 ist Jörg Vogel Präsident der Europäischen Akademie für Mikrobiologie.

## Mitgliedschaften und Auszeichnungen
- 2000 Postdoc-Stipendium, Uppsala Universität, Schweden
- 2001 Langzeit-Stipendium der Europäische Organisation für Molekularbiologie (EMBO). (Mitglied seit 2011)[20]
- 2010 Forschungspreis der Vereinigung für Allgemeine und Angewandte Mikrobiologie (VAAM)[21]
- 2011 Preis der Deutschen Gesellschaft für Hygiene und Mikrobiologie[22]
- 2013 Mitglied der Nationalen Akademie der Wissenschaften – Leopoldina[23]
- 2013 Mitglied der Amerikanischen Akademie für Mikrobiologie (ASM)
- 2015 Mitglied der Europäischen Akademie für Mikrobiologie[24]
- Seit 2016 Gastprofessor an der Fakultät für Medizin, Imperial College London, UK
- 2017 Gottfried-Wilhelm-Leibniz-Preis[25]
- 2019 Preis der Feldberg Foundation für deutsch-britischen Austausch in den Lebenswissenschaften[26]
- 2023 Mitglied der Bayerischen Akademie der Wissenschaften[27]